# Bosquerola emmascarada de Kentucky
La bosquerola emmascarada de Kentucky (Geothlypis formosa) és un ocell de la família dels parúlids (Parulidae).

## Hàbitat i distribució
D'hàbits migratoris, cria al bosc caducifoli humid i boscos empantanegat del centre, est i sud-est dels Estats Units. Passa l'hivern des de Mèxic fins al nord de Sud-amèrica.